# Liste de prénoms hindous
 (février 2017).
Si vous disposez d'ouvrages ou d'articles de référence ou si vous connaissez des sites web de qualité traitant du thème abordé ici, merci de compléter l'article en donnant les références utiles à sa vérifiabilité et en les liant à la section « Notes et références ».
Cet article présente une liste de prénoms hindous masculins et féminins. Les centaines de prénoms présentés sont classés par ordre alphabétique. Un grand nombre de prénoms des deux sexes commencent par les lettres K, P, R, S ou V.
- Haut – A
- B
- C
- D
- E
- F
- G
- H
- I
- J
- K
- L
- M
- N
- O
- P
- Q
- R
- S
- T
- U
- V
- W
- X
- Y
- Z

## Masculins

### A
- Abhijeet
- Abhishek
- Aditya
- Ajay
- Ahaan
- Amitabh
- Amrish
- Anjali
- Anju
- Anitha
- Alisha : protégé de Dieu.
- Arjun
- Arun
- Athreya
- Avinash
- Ashish
- Ahélya

### B
- Bhuvan
- Baljeet

### D
- Danaraj
- Daljeet
- Devdas
- Dev
- Dorvilma
- djagarardjen

### G
- Gagan
- Ganesh
- Ganji
- Gowtham
- Goutham

### H
- Hansaraj
- Hansika
- Hanuman
- Harendra
- Haresh
- Hari
- Haridutt
- Harihar
- Harilal
- Harinder
- Harish
- Harisha
- Harishankar
- Harmendra
- Harsha
- Harshad
- Harshal
- Harshul
- Harshvardhan
- Hemachandra
- Hemadri
- Hemang
- Hemant
- Hemaprakash
- Hemaraj
- Hemavatinandan
- Hemendra
- Hemendu
- Heramba
- Himanshu
- Himesh
- Hiranya
- Hiresh
- Hridayesh
- Hridaynath
- Hridyanshu
- Hrishikesh
- Hahla wakba

### I
- Indira
- Ibhanan
- Ihsan
- Ilachandra
- Ilango
- Ilesh
- Indeever
- Inderpal
- Indra
- Indradutt
- Indrajit
- Indraneel
- Indubhushan
- Induhasan
- Induj
- Indukant
- Indushekhar
- Inesh
- Iresh
- Isha
- Ishan
- Ishvara
- Ishwar
- Ishwari
- Itesh

### J
- Jagannath
- Jivan

• Jegan

### K
- Kelyan
- Kadivel
- Kadrivel
- Kailas
- Kailash
- Kailasnath
- Kaladhar
- Kalanath
- Kalanidhi
- Kalicharan
- Kalidas
- Kalidasa
- Kalyan
- Kalyana
- Kamadev
- Kamal
- Kamalakar
- Kamalaksh
- Kamalbandhu
- Kamalesh
- Kamalkant
- Kamalnath
- Kamalnayan
- Kamaradj
- Kamboj
- Kamlapati
- Kannad
- Kanak
- Kanan
- Kanchan
- Kanda-Koumarane
- Kanha
- Kanhaiya
- Kanthamani
- Kanti
- Kapaali
- Kapi
- Kapidhwaj
- Kapil
- Kapila
- Kapilashwa
- Kapindra
- Kapirath
- Karna
- Karnabhushan
- Karnajeet
- Karnapriya
- Karthik
- Kartikeya
- Karunakar
- Karunamidhi
- Kashinath
- Kaushal
- Kaushik
- Kavi
- Kedar
- Kedarnath
- Kesavane
- Kesaven
- Keshav
- Keshavan
- Kessavamohane
- Kessavaperoumal
- Ketan
- Keval
- Keya
- Kélyan
- Kalyan
- Khagesh
- Kharanshu
- Khushwant
- Kichenin
- Kiran
- Kirit
- Kiritmani
- Kirtan
- Kirti
- Kirtibhushan
- Kiritvallabh
- Kishan
- Kishen
- Kishor
- Kishore
- Kistna
- Komari
- Kounjoumani
- Kripanidhi
- Kripasagar
- Krishna
- Krishnamoorti
- Krishnaraja
- Krishnin
- Kshiraj
- Kshitidhar
- Kshitij
- Kuldeep
- Kuldev
- Kulvir
- Kumar
- Kumara
- Kumaren
- Kunal
- Kunala
- Kundan
- Kunjabehari
- Kunwar
- Kusumakar

### L
- Lalamani : le rubis
- Laxman (Lakshman)
- Loude
- Ludo

### M
- Maran
- Muralidhar
- Mohinder
- Muruganantham

### N
- Nilahuan
- Namoradjen

### O
- Ojas
- Okpati
- Om̐
- Omanand
- Omkar
- Omkarnath
- Omswarup
- Oojam
- Oorjit
- Outama

### P
- Padmabandhu
- Padmadhar
- Padmaj
- Padmakant
- Padmakar
- Padmalochan
- Padmanabh
- Padmapani
- Palash
- Pallav
- Panduranga
- Pankaj
- Pankajeet
- Pankanabh
- Pannalal
- Parag
- Paramartha
- Paramjeet
- Parantap
- Paras
- Parees
- Paresh
- Parighosh
- Pariket
- Parikshit
- Parindra
- Paritosh
- Parmanand
- Partha
- Parthasarathi
- Parvateshwar
- Parvatinandan
- Pashunath
- Pashupati
- Pavan
- Pavankumar
- Pavansut
- Phalgun
- Phanibhushan
- Phaninath
- Phanindra
- Phanindranath
- Phanishwar
- Phoolendu
- Pinak
- Pitamber
- Piyush
- Prabhakar
- Prabhanjan
- Prabhas
- Prabhat
- Prabhav
- Prabir
- Prabodh
- Prabodhan
- Prabuddha
- Pradarsh
- Pradeep
- Pradhyot
- Pradnesh
- Prafulla
- Prahlad
- Prajapati
- Prajesh
- Prajin
- Prajit
- Prakash
- Pramath
- Pramesh
- Pramit
- Pramod
- Pran
- Pranad
- Pranal
- Pranav
- Pranay
- Praneet
- Pranesh
- Pranet
- Praney
- Prannath
- Pranshu
- Prasad
- Prasanna
- Prasata
- Prashant
- Prasoon
- Pratap
- Prateek
- Prateep
- Prateet
- Pratosh
- Pratyush
- Pravan
- Pravar
- Praveen
- Praveer
- Prayadarshi
- Prayag
- Preetam
- Preetidutt
- Preetish
- Preetiwardhan
- Prem
- Premal
- Premanand
- Pritam
- Prithu
- Prithuvijaj
- Priyadarshan
- Priyanvad
- Priyaranjan
- Pukhraj
- Pundarik
- Puneet
- Purandar
- Purnendu
- Purujit
- Purumitra
- Purushottam
- Pushkara
- Pushpad
- Pushpaj
- Pushpak
- Pushpaketu
- Pyarelal

### R
- Rabindra
- Radhakrishna
- Radheya
- Radjen
- Radjiv
- Radjou
- Raghav
- Raghu
- Raghuveer
- Rahul
- Raj
- Raja
- Rajan
- Rajaneesh
- Rajani
- Rajanikant
- Rajat
- Rajeev
- Rajender
- Rajendra
- Rajesh
- Rajinder
- Rajiv
- Rajkumar
- Rajneesh
- Rajnish
- Rakesh
- Raktakamal
- Raktambar
- Ram
- Rama
- Ramachander
- Ramachandra
- Ramakant
- Ramakrishna
- Raman
- Ramanuja
- Ramdas
- Ramesh
- Ramesha
- Rameshwar
- Randheer
- Ranganath
- Ranj
- Ranjan
- Ranjeet
- Ranjit
- Rasraj
- Ratan
- Rateesh
- Ratnakar
- Ratnam
- Ratnesh
- Ravi
- Ravikiran
- Ravinandan
- Ravindra
- Ravindranath
- Ravinshu
- Ripudaman
- Rishabh
- Rishi
- Rochan
- Rohan
- Rohit
- Rudra

### S
- Sachetan
- Sachin
- Sadanand
- Sadashiv
- Sagar
- Sagardutt
- Sahstrabahu
- Sahastrajit
- Saholy
- Salaj
- Salil
- Samar
- Samarendra
- Samarjit
- Sambodh
- Samir
- Samourgom
- Sampat
- Samrat
- Samudra
- Sanat
- Sandeep
- Sandip
- Sangaren
- Sanjay
- Sanjaya
- Sanjeet
- Sanjeev
- Sanjit
- Sanjiv
- Sanjog
- Sankar
- Sankara
- Santosh
- Sapan
- Sarad
- Saral
- Sarang
- Sarasvat
- Sarbjit
- Saravanan
- Sarvesh
- Satish
- Satya
- Satyadarshi
- Satyajit
- Satyakama
- Satyamurty
- Satyanarayan
- Satyaprakash
- Satyavan
- Satyavrat
- Satyen
- Satyendra
- Saurabh
- Savitendra
- Savitr
- Sejiyane
- Sekar
- Senajit
- Shahrukh
- Shail
- Shaildhar
- Shailendra
- Shailesh
- Shaktidhar
- Shakunt
- Shalin
- Shmabhu
- Shami
- Shankar
- Shankara
- Shankhapani
- Shankhdhar
- Shankhi
- Shanmouga
- Shantanu
- Sharad
- Sharan
- Sharatchandra
- Shardul
- Sharma
- Sharvarish
- Shashank
- Shashee
- Shashibhusan
- Shashidhar
- Shashikant
- Shashikar
- Shashipushpa
- Shashishekhar
- Shashwat
- Shasty
- Shatrughna
- Shatrunajy
- Shekhar
- Sheshdhar
- Shikhar
- Shirish
- Shishir
- Shiv
- Shiva
- Shivanand
- Shivkumar
- Shree
- Shreedhar
- Shreekant
- Shreekanth
- Shreekrishna
- Shreekumar
- Shreenivas
- Shresth
- Shreyas
- Shrinivas
- Shripati
- Shrivatsa
- Shubhranshu
- Shvetang
- Shvetank
- Shwetambar
- Shwetanshu
- Shwetbhanu
- Shyam
- Shyamal
- Shyamsundar
- Sib
- Siddhanath
- Siddharata
- Siddharth
- Siddhartha
- Singh
- Sitaram
- Sivacoumar
- Skanda
- Snehal
- Sohan
- Somanshu
- Somkar
- Somnath
- Somprakash
- Sridhar
- Srikant
- Srinivas
- Sriram
- Subhadr
- Subhas
- Subhash
- Subodh
- Suchir
- Sudama
- Sudarshan
- Sudeep
- Sudeepta
- Sudesh
- Sudesha
- Sudeva
- Sudhakar
- Sudhanshu
- Sudhindra
- Sudhir
- Sudhish
- Sughosh
- Sugriva
- Suhas
- Sujan
- Sujat
- Sujay
- Sujit
- Sukanth
- Sukarma
- Sukhdev
- Sukhwant
- Sukrant
- Sukumar
- Sulabh
- Sulalit
- Suman
- Sumant
- Sumantra
- Sumanyu
- Sumit
- Sumitr
- Sumitranandan
- Sunam
- Sunandan
- Sunay
- Sundar
- Sundara
- Sundaram
- Sunder
- Sunil
- Suparn
- Suraj
- Surendra
- Suresh
- Suresha
- Surinder
- Surjeet
- Surnath
- Suryabhan
- Suryakant
- Suryaprakash
- Sushant
- Sushil
- Sutosh
- Suvrata
- Suyash
- Swagat
- Swapan
- Swapnesh
- Swapnil
- Swaraj
- Swaran
- Swarup

### T
- Tamish
- Tanay
- Tangavel
- Tanmay
- Tapan
- Tapas
- Tapendra
- Taporaj
- Tarachandra
- Tarak
- Taran
- Tarang
- Tarani
- Taresh
- Tarkesh
- Tarkeshwar
- Tarun
- Tathagat
- Tatharaj
- Teerth
- Tej
- Tejas
- Tijil
- Tilak
- Timin
- Tridev
- Trilochan
- Trilok
- Trilokchand
- Tulasidas
- Tunjgar
- Tungesh
- Tushar

### U
- Uday
- Udayan
- Udbhav
- Udeep
- Udit
- Ujesh
- Ujjwal
- Ulhas
- Umachandra
- Umaid
- Umakant
- Umang
- Umesh
- Unmesh
- Upanshu
- Upendra
- Ushapati
- Utkarsh
- Utpal
- Uttam

### V
- Vachaspati
- Vadivel
- Vagish
- Vaibhav
- Vajramani
- Vallabh
- Vaman
- Vandan
- Vaninath
- Varghese
- Variya
- Varun
- Vasant
- Vasava
- Vassant
- Vasu
- Vasudev
- Vasuman
- Vasupati
- Ved
- Vedbhushan
- Vedprakash
- Veer
- Veerbhadra
- Veerendra
- Venkat
- Venkata
- Vibhakar
- Vibhas
- Vidhya
- Vidhyavathi
- Vidur
- Vidyacharan
- Vidyadhar
- Vidyaranya
- Vidyasagar
- Vignesh
- Vijay
- Vijayant
- Vijayketu
- Vikas
- Vikesh
- Vikram
- Vikrama
- Vikramendra
- Vikrant
- Vikresen
- Vilas
- Vimal
- Vimaladitya
- Vimalmani
- Vinay
- Vinayak
- Vineet
- Vinod
- Vipan
- Vipin
- Vipinbehari
- Viplav
- Vipul
- Viraj
- Virat
- Virochan
- Vishal
- Vishnou
- Vishnu
- Vishnudutt
- Vishvajit
- Vishwa
- Vishwajit
- Vishwakarma
- Vishwalochan
- Vishwambhar
- Vishwamitra
- Vishwanath
- Vishwankar
- Vishwas
- Vishwatma
- Vittanath
- Vivek
- Vivekanand
- Vyasadeva
- Vyomesh

### W
- Wila

### Y
- Yash
- Yuvan

## Féminins

### Ap
. abirami
- Aalia
- Aaliya
- Aarthi
- Aarya
- Aashirya
- Abhidhya
- Aishwarya : Richesse
- Alisha
- Ameeran
- Amrita
- Anisha
- Anjali
- Asha
- Ashwini
- Akeelha

### B
- Babitha
- Bageshri
- Bahula
- Bahulika
- Bahumathi
- Bahuputri
- Bahuratna
- Baidehi
- Baijayanthi
- Bairavi
- Baisakhi
- Baishali
- Banita
- Bhoomika
- Bipasha

### C
- Chameli
- Chandni
- Chunni
- Chudni

### D
- Danna
- Dayita
- Deepa
- Deepika
- Deeva
- Dhanya
- Divya

### F
- Faatina
- Faiza
- Farhanaa
- Fazeela

### G
- Gauri : Blanche
- Gayatri
- Geeta

### H
- Hafsana
- Harinakshi
- Harsha
- Harshini
- Harshita
- Hema
- Hemalatha
- Hemangi
- Hemangini
- Hemlata
- Himagouri
- Himani
- Hiranmayi
- Hita

### I
- Ila
- Ilanila
- Inderjit
- Indira
- Indrakshi
- Indrani
- Indu
- Induja
- Indukala
- Indulala
- Induma
- Indumukhi

### J
- Jagadambika
- Jagan (masculin)
- Jasmin
- Jayantika
- Jaya
- Jayalakshmi
- Jayalalita
- Jehannaz
- Jeteesha : sou
- Juhi
- Juily

### K
- Kajal
- Kala
- Kalavati
- Kali
- Kalika
- Kalinda
- Kalindi
- Kalpana
- Kalpita
- Kalyana-Shraddha
- Kalyani
- Kama
- Kamakshi
- Kamala
- Kamalika
- Kamini
- Kamana
- Kanaka
- Kanaman
- Kanan
- Kanchana
- Kanilja
- Kanta
- Kanya-Koumari
- Karishma
- Kariyamna
- Karlaye
- Karliaye
- Karuka
- Karuna
- Kashi
- Kasi
- Kasturi
- Kaumundi
- Kaur
- Kausalya
- Kaveri
- Kavita
- Keertana
- Kesar
- Keshava
- Keshini
- Ketaki
- Kevala
- Keya
- Kiran
- Kirti
- Kiritda
- Kishori
- Kokila
- Komal
- Komathy
- Koumari
- Krishna
- Kriti
- Krupa
- Kshama
- Kshitija
- Kumari
- Kumud
- Kunda
- Kundanika
- Kunjal
- Kunti
- Kushala
- Kusuma
- Kusumita

### L
- Laghima
- Laïli
- Lakhi
- Lakshmi
- Laxmi
- Lingammal
- Logambal
- Loganayaki
- Lola
- Lona
- Lucy
- Lumbika
- Luxshana

### M
- Madhumati
- Madhumita
- Madhurit
- Mahadevi
- Mahagauri
- Mahakali
- Mahalakshmi
- Mahamaya
- Mahasweta
- Manju
- Maya
- Meera
- Mehek
- Minati

### N
- Nalini
- Nandini
- Neha
- Nisha

### O
- Oulvashi
- Ouma
- Oumapathi
- Oumarani
- Ourmila
- Ousadevi

### P
- Padma
- Padmaja
- Padmavati
- Padmini
- Pallavi
- Pankaja
- Pari
- Parinita
- Parlvedy
- Parnika
- Parnita
- Parvadi
- Parvati
- Pavana
- Payal
- Pooja
- Poonam
- Poornima
- Poonam
- Poorvi
- Prabha
- Prachi
- Pragati
- Pragya
- Pratibha
- Pratigya
- Pratima
- Preeti
- Prema
- Premila
- Premila
- Prerana
- Pritha
- Priti
- Priya
- Priyadarshini
- Priyanka
- Puja
- Punita
- Punthali
- Purnima
- Purva
- Pushpa
- Pusti

### R
- Rachana
- Rachna
- Radha
- Radharani
- Radhika
- Radika
- Ragini
- Rajani
- Rajanigandha
- Rajata
- Rajika
- Rajkumari
- Rajni
- Rakhi
- Rama
- Ramani
- Rambha
- Rameshwari
- Ramita
- Rani
- Ranjana
- Ranjita
- Rasa
- Rasa-Lila
- Rashmi
- Rati
- Ratna
- Ratnavali
- Ravija
- Ravindra
- Reena
- Rekha
- Renouka
- Renuka
- Reshmi
- Reva
- Revady
- Revathi
- Revati
- Richia
- Riddhi
- Ritika
- Riya
- Rogany
- Roguiny
- Rohini
- Roma
- Roshan
- Roshni

### S
- Sabida
- Sabita
- Sachi
- Sachita
- Saci-Devi
- Sadhana
- Saguna
- Sahana
- Sakti
- Salila
- Samda
- Samiksha
- Sanaya
- Sandhya
- Sangeeta
- Sangita
- Sanjana (aussi une déesse)
- Sanjukta
- Sanyukta
- Saphala
- Sapna
- Sarala
- Sarasi
- Sarasvati
- Saraswati
- Saravati
- Sarika
- Sarita
- Sarlespasdee
- Saroja
- Saryu
- Sashi
- Sassita
- Sati
- Satya
- Satyavati
- Saumya
- Savarna
- Savita
- Savitri
- Seema
- Seeta
- Seetha
- Shaila
- Shailaja
- Shakti
- Shakuntala
- Shalini
- Shama
- Shanta
- Shanti
- Sharada
- Shardula
- Sharmila
- Sharmistha
- Shashi
- Sheela
- Sheetal
- Shikha
- Shila
- Shilpa
- Shivali
- Shobha
- Shobhna
- Shraddha
- Shradhdha
- Shreya
- Shri
- Shruti
- Shubha
- Shukriya
- Shweta
- Shyama
- Shyamala
- Siddhi
- Silma
- Sima
- Simi
- Sindamany
- Sita
- Sitara
- Smita
- Smriti
- Sneh
- Sneha
- Snigdha
- Soma
- Somatra
- Sona
- Sonal
- Sonali
- Sonia
- Soonita
- Soubama
- Soubila
- Soudarmani
- Soundary
- Sourendra
- Sri
- Subhadra
- Subhaga
- Subhuja
- Suchita
- Suchitra
- Sudarshana
- Sudevi
- Sudha
- Sujata
- Suksma
- Sulabha
- Sumana
- Sumati
- Sumitra
- Sundari
- Sundhya
- Sunita
- Sunitha
- Suniti
- Supriya
- Surabhi
- Suravindra
- Surotama
- Suruchi
- Surupa
- Surya
- Susheela
- Sushila
- Sushma
- Sushmita
- Susila
- Swapna
- Swarna
- Swati
- Sweta
- Sylvidra

### U
- Udaya
- Ujjwala
- Ulka
- Uma
- Upama
- Upasana
- Urja
- Urmi
- Urmila
- Urvashi
- Urvasi
- Urvi
- Usha
- Usha-Devi
- Ushakiran
- Ushas
- Ushma
- Utpalini
- Uttara

### V
- Vaishali
- Vajra
- Valli
- Vallika
- Vandana
- Vandi
- Vani
- Vanika
- Vanita
- Vanmala
- Varija
- Varsha
- Varuni
- Vasanta
- Vasanti
- Vassanty
- Vasuda
- Vasudha
- Vasudhara
- Vasumati
- Vasundhara
- Vatsala
- Veda
- Vedavalli
- Veena
- Venilla
- Vibha
- Videa
- Vidhut
- Vidula
- Vidya
- Vijaya
- Vijayalkshmi
- Vimala
- Vina
- Vinanti
- Vinata
- Vinaya
- Vindhyä
- Vineeta
- Vinita
- Vinodni
- Visala
- Viveka